# Loreta

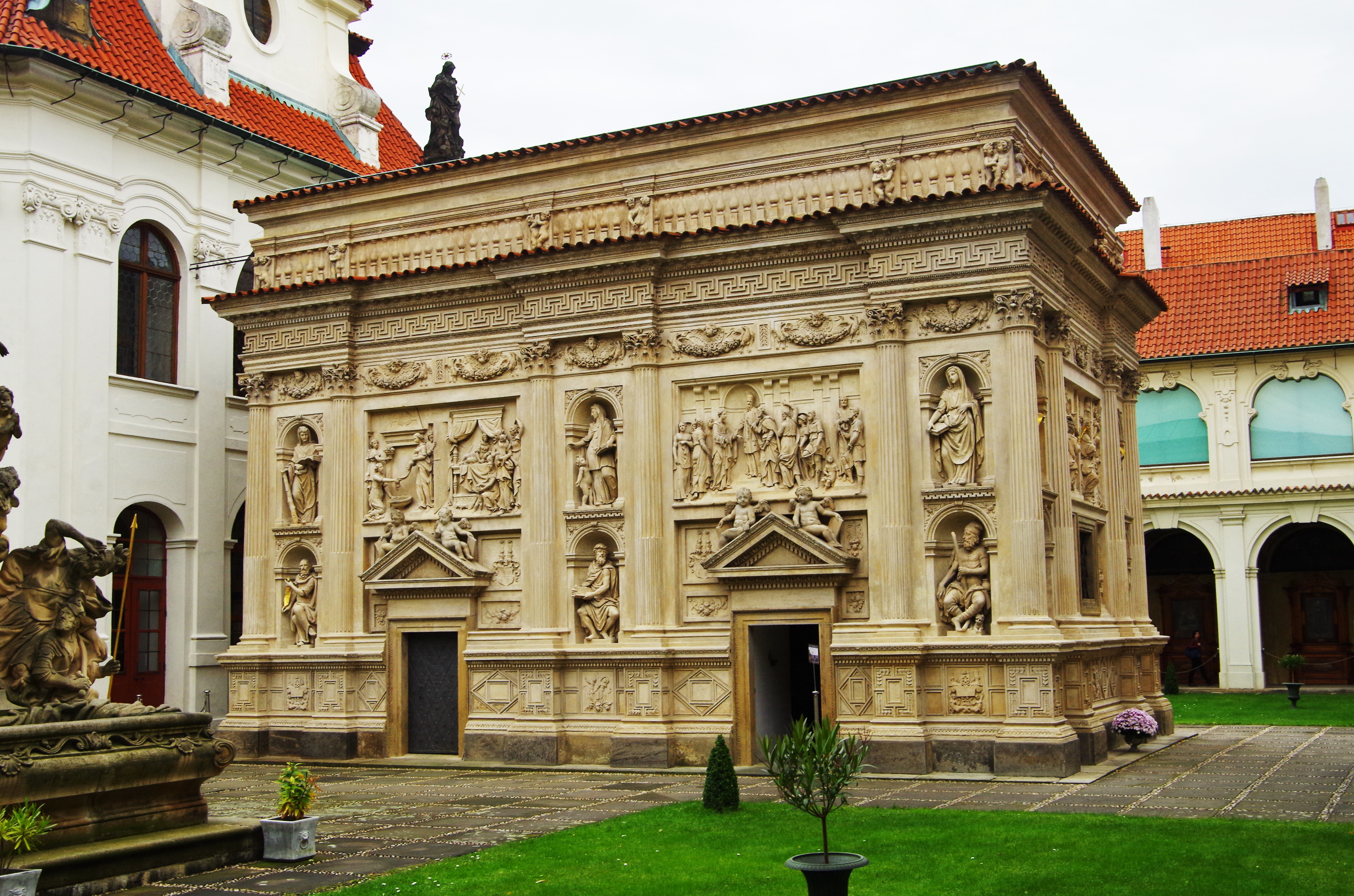
A kápolna

A Loreta (Loretto, Loreto — Pražská Loreta) egy jelentős zarándokhely Prága Hradzsin kerületében, a róla elnevezett Loreto tér keleti oldalán.

## Részei
Az épületegyüttest egy kerengő foglalja egységbe. A folyosó eredetileg földszintes volt, de 1740-ben emelettel bővítették. A térre néző homlokzatát Kilian Ignaz Dientzenhofer képezte ki 1720–1722-ben. Minden oldalát Christoph Thomas Scheffler szimbolikus képei díszítik; falai mellett szentképes oltárok állnak. A folyosóról hét kisebb terem nyílik, közülük a legnevezetesebb a Loreta első épülete, a Loretói Szűz Mária-templom.
A további termek:
- az Úr születésének temploma (a keleti folyosó közepén);[1]
- a kincstár (3 terem),
- a régi barokk torony.[2]

A kerengővel körbezárt udvar látványossága a két (1740-ben készült) díszkút.

### Loretói Szűz Mária-templom
Benigna Kateřina, a Lobkowitz család nemesasszonya 1626-ban rendelte meg a loretói Santa Casa lemásolását. A kápolna 1631-re készült el.

### Az Úr születésének temploma
A templomot egy régi kápolna átalakításával Kilian Ignaz Dientzenhofer építette 1723-ban (? — , illetve 1734–1735-ben). Mennyezetfreskóit Václav Vavřinec Reiner (Wenzel Lorenz Reiner) festette.
Az Úr születését ábrázoló főoltárkép Jan Jiří Heintsch munkája. A szobrokat és egyéb belső díszeket Matyáš Schönherr faragta 1736-ban.

### A kincstár
A liturgikus tárgyakat, főleg monstranciákat tartalmazó kincstár a Loreta különlegesen gazdag része. Az ékszerek, gyöngyök és egyéb drágaságok többségét a Habsburg-párti főnemesek ajándékozták a kegyhelynek a fehérhegyi csata után. Az ajándékok műtörténeti becse kimagasló.
A kincstár három terme egy előcsarnokból nyílik. Ennek falait három kép díszíti:
- az alapító Lobkovic Benigna grófnő arcképe,
- az Úr születésének templomát építtető Wallenstein Margit grófnő arcképe és
- az esküvői ruhában ábrázolt Kolowrat Éva Ludmilla grófnő alakja — ruháján azokkal a gyémántokkal, amelyekkel később a „sugárzónak” nevezett szentségtartót díszítették fel.[2]

Az 1699-ben készült  „sugárzó” szentségtartó a gyűjtemény legértékesebb darabja. Az aranyozott ezüst kegytárgy magassága 90 cm, szélessége 70 cm, tömege 12 kg — és 6222 gyémánt díszíti.
Úgyszintén unikális darab az 1510-ben készült, úgynevezett gótikus kehely. A gyűjteményben mintegy 300 további fogadalmi ajándék, illetve kegytárgy szerepel.

### Régi barokk torony
A torony középütt magaslik ki az épületből. Óráját Amszterdamban készítették, a harangjátékot egy Peter Neumann nevű prágai órásmester állította össze 1694-ben. A bonyolult, 27 harang megszólaltatására képes szerkezet a Mária-ének több változatát is el tudja játszani. Minden órában megszólal.

## Látogatása
Nyitva:
- november–március; hétfő–vasárnap: 9:30–12:15 és 13:00–16:00,
- április–október; hétfő–vasárnap: 9:30–12:15 és 13:00–17:00,